# Ardian Kozniku
Ardian Kozniku est un footballeur international croate né le 23 octobre 1967 à Đakovica au Kosovo. Il est attaquant.

## Biographie
Aujourd’hui, Ardian vit toujours en Croatie. En 2007, il a été nommé à la tête de la fédération croate de plongeon. En effet, sa fille, Diane, est un grand espoir de ce sport, très populaire en Croatie, et c’est en la suivant qu’il a acquis une grande expérience en la matière.
Avec l’indépendance du Kosovo, début 2008, son nom a circulé pour prendre la tête de la sélection nationale de football. Il est en concurrence avec Miroslav Blažević et Kujtim Shala, un ancien du Stade Rennais. C’est finalement ce dernier qui sera retenu. 

## Carrière
- 1988-1990 : FC Pristina  Yougoslavie
- 1990-1994 : Hajduk Split  Yougoslavie puis  Croatie
- 1994-1996 : AS Cannes  France
- 1996-1997 : Le Havre AC  France
- 1997 : APOEL Nicosie  Chypre
- 1998 : SC Bastia  France
- 1998-2000 : Dinamo Zagreb  Croatie
- 2001 : FC Kärnten  Autriche
- 2001-2002 : Hrvatski Dragovoljac  Croatie[1]

## Palmarès
- 7 sélections et 2 buts avec l'équipe de Croatie entre 1994 et 1998.
- Troisième de la Coupe du monde 1998 avec la Croatie (0 match).
- Champion de Croatie : 1992 et 1994 (Hajduk Split), 1999 et 2000 (Dinamo Zagreb)
- Vainqueur de la Coupe de Croatie : 1991 et 1993 (Hajduk Split)
- Vainqueur de la Supercoupe de Croatie : 1992 et 1993
- Vainqueur de la Coupe d’Autriche : 2001 (FC Kärnten)